# Unione Sportiva Arezzo 1951-1952
Questa pagina raccoglie le informazioni riguardanti l'Unione Sportiva Arezzo nelle competizioni ufficiali della stagione 1951-1952.

## Rosa
| N. |                   | Ruolo | Calciatore          |
| -- | ----------------- | ----- | ------------------- |
|    | Italia (bandiera) | D     | Candido Arrighi     |
|    | Italia (bandiera) | A     | Egiziano Bertolucci |
|    | Italia (bandiera) | P     | Rino Cassinelli     |
|    | Italia (bandiera) | D     | Giuseppe Catalani   |
|    | Italia (bandiera) | A     | M. Conticelli       |
|    | Italia (bandiera) | P     | B. Formentini       |
|    | Italia (bandiera) | C     | G. Magara           |
|    | Italia (bandiera) | D     | A. Magi             |

| N. |                   | Ruolo | Calciatore        |
| -- | ----------------- | ----- | ----------------- |
|    | Italia (bandiera) | A     | Bassano Maiocchi  |
|    | Italia (bandiera) | A     | W. Mancini        |
|    | Italia (bandiera) | D     | L. Mari           |
|    | Italia (bandiera) | C     | Siro Paolini      |
|    | Italia (bandiera) | A     | Enzo Pecchi       |
|    | Italia (bandiera) | A     | S. Rossi          |
|    | Italia (bandiera) | C     | I. Sacchelli      |
|    | Italia (bandiera) | A     | Marcello Vergnani |